# 潮河街道
潮河街道，是中华人民共和国河南省郑州市管城回族区下辖的一个乡镇级行政单位，由郑州经济技术开发区代管。

## 行政区划
潮河街道下辖以下地区：
单庄社区、二郎庙社区、营岗村、王士明村、曹古寺村、司赵村、弓马庄村和耿庄村。